# Cinquanta-dos
El cinquanta-dos és un nombre natural que segueix el cinquanta-u i precedeix el cinquanta-tres. S'escriu 52 o LII segons el sistema de numeració emprat.
Ocurrències del cinquanta-dos:
- Designa l'any 52 i el 52 aC
- És el codi telefònic internacional de Mèxic.
- És el nombre atòmic del Tel·luri.
- L'any té 52 setmanes i un dia.
- L'any de traspàs té 52 setmanes i 2 dies.